# Кирьяновский, Василий Иосифович
Василий Иосифович (Иосипович) Кирьяновский (10.09.1920 — 03.09.1976) — командир отделения разведки 498-го отдельного пулемётно-артиллерийского батальона (54-й Трансильванский укреплённый район, 40-й армия, 2-й Украинский фронт, ефрейтор, участник Великой Отечественной войны, кавалер ордена Славы трёх степеней.

## Биография
Родился 10 сентября 1920 года в селе Таганча Каневского уезда Киевской губернии, ныне в составе Каневского района Черкасской области Украины. Из семьи крестьянина. Украинец.
Образование среднее. Трудился в колхозе.
В Красную армию призван в сентябре 1939 года Богуславским районным военкоматом Киевской области Украинской ССР.
Красноармеец Кирьяновский В. И. участвовал в Великой Отечественной войне с июня 1941 года. В августе и декабре 1942 года был дважды ранен на Западном фронте, на вяземском направлении. Вновь вернулся на фронт только в январе 1944 года.
Пулемётчик 498-го отдельного пулемётно-артиллерийского батальона (54-й укреплённый район, 40-я армия, 2-й Украинский фронт красноармеец Кирьяновский Василий Иосифович особо отличился в тяжёлых боях по отражению мощного контрнаступления немецко-румынских войск севернее города Яссы в конце мая – начале июня 1944 года. В бою 2 июня 1944 года у города Бэлчешти (северо-западнее Ясс, Румыния) при отражении атаки пехоты и танков противника заменил убитого командира взвода и умело управлял боем. Взвод удержал свои позиции, уничтожив свыше 20 солдат и офицеров врага. Лично В. И. Кирьяновский в этом бою истребил 7 солдат противника. Представлялся к награждению орденом Красной Звезды, но вышестоящий командир заменил награду на орден Славы 3-й степени.
За образцовое выполнение боевых заданий Командования на фронте борьбы с немецкими захватчиками и проявленные при этом доблесть и мужество приказом частям 60-го стрелкового корпуса № 065/н от 23 сентября 1944 года красноармеец Кирьяновский Василий Иосифович награждён орденом Славы 3-й степени.
Командир отделения красноармеец Кирьяновский Василий Иосифович вновь отличился в Дебреценской наступательной операции. 18 октября 1944 года в районе города Сигет (ныне город Сигету-Мармацией, Румыния), находясь в разведке, выявил вражеские позиции и во главе разведгруппы внезапно ворвался на них. В коротком бою из личного оружия истребил 7 венгерских и немецких солдат, а ещё 5 солдат бойцы захватили в плен и доставили в расположение наших войск. Выявленные сведения ускорили освобождение района советскими войсками.
За образцовое выполнение боевых заданий Командования на фронте борьбы с немецкими захватчиками и проявленные при этом доблесть и мужество приказом частям 40-й армии № 0197/н от 31 декабря 1944 года красноармеец Кирьяновский Василий Иосифович награждён орденом Славы 2-й степени.
Командир отделения разведки (подчинённость та же) ефрейтор Кирьяновский Василий Иосифович особо геройски действовал в Будапештской наступательной операции. 15 декабря 1944 года в составе разведгруппы (11 бойцов) незаметно пробрался в расположение противника и организовал засаду на развилке дорог у господствующей высоты в 11 километрах северо-восточнее населённого пункта Ирота (Венгрия). Разведчики внезапно атаковали отступавшую колонну противника и разгромили её. Были уничтожены 5 пехотинцев и взяты в плен 38 солдат и офицеров. Кроме того, захвачены штабные документы, 6 пулемётов, 1 миномёт, 1 радиостанция, 8 конных повозок, свыше 80 тысяч патронов.
Через несколько дней, 21 декабря 1944 года в бою за населённый пункт Пидьяре (15 километров южнее города Медзев в Венгрии, ныне в составе Словакии) был ранен. Однако не только не покинул поле боя, но в решающий момент первым поднялся в атаку и, увлекая за собой бойцов, первым ворвался в Пидьяре. Гарнизон был полностью разгромлен.
За эти два боя был представлен 22 декабря 1944 года командиром батальона к присвоению звания Героя Советского Союза. Однако командующий 40-й армией генерал-лейтенант Ф. Ф. Жмаченко заменил награду на орден Славы 1-й степени.
За образцовое выполнение боевых заданий Командования на фронте борьбы с немецкими захватчиками и проявленные при этом доблесть и мужество Указом Президиума Верховного Совета СССР от 28 апреля 1945 года ефрейтор Кирьяновский Василий Иосифович награждён орденом Славы 1-й степени.
Однако на подвиге в бою 21 декабря 1944 года война для отважного бойца окончилась. Ранение оказалось тяжёлым и после лечения в госпитале в марте 1945 года сержант В. И. Кирьяновский был демобилизован по инвалидности.
Жил в посёлке городского типа Браилов Жмеринского района Винницкой области Украинской ССР. Работал управляющим отделением в местном свеклосовхозе, затем – проводником на железной дороге.
Скончался 3 сентября 1976 года. Похоронен в Браилове Жмеринского района Винницкой области.

## Награды
- Орден Отечественной войны 1-й степени (22.01.1945)[3]
- Орден Славы 1-й (28.04.1945)[4], 2-й ( 31.12.1944)[5] и 3-й (23.09.1944)[6] степеней
- медали, в том числе:
  - «В ознаменование 100-летия со дня рождения Владимира Ильича Ленина» (6 апреля 1970)
  - «За победу над Германией» (9 мая 1945[7])
  - «20 лет Победы в Великой Отечественной войне 1941—1945 гг.» (7 мая 1965[8])
  - «30 лет Победы в Великой Отечественной войне 1941—1945 гг.»[9]
  - «30 лет Советской Армии и Флота»[10]
  - «40 лет Вооружённых Сил СССР»[11]
  - «50 лет Вооружённых Сил СССР» (26 декабря 1967[12])
- Знак «25 лет победы в Великой Отечественной войне» (1970)

## Память
- На могиле установлен надгробный памятник.
- Увековечен на Сайте МО РФ.